# Råggejaure (Gällivare socken, Lappland)
Råggejaure är en sjö i Gällivare kommun i Lappland och ingår i Råneälvens huvudavrinningsområde. Sjön har en area på 0,0601 kvadratkilometer och ligger 277 meter över havet.

## Delavrinningsområde
Råggejaure ingår i det delavrinningsområde (738057-175749) som SMHI kallar för Nedlagd mätstation. Medelhöjden är 294 meter över havet och ytan är 43,16 kvadratkilometer. Räknas de 2 avrinningsområdena uppströms in blir den ackumulerade arean 106,76 kvadratkilometer. Spikälven som avvattnar avrinningsområdet har biflödesordning 3, vilket innebär att vattnet flödar genom totalt 3 vattendrag innan det når havet efter 92 kilometer. Avrinningsområdet består mestadels av skog (73 procent) och sankmarker (23 procent). Avrinningsområdet har 0,06 kvadratkilometer vattenytor vilket ger det en sjöprocent på 0,1 procent.